# Ferrerasgate
Ferrerasgate es un caso de manipulación informativa con tintes difamatorios realizada en 2016 contra el politólogo Pablo Iglesias, entonces líder del partido político Podemos, en el que se le acusó de tener una supuesta cuenta bancaria abierta en las Granadinas y de haber recibido en dicha cuenta 272.000 dólares del gobierno venezolano de Nicolás Maduro.

## Etimología
El nombre de Ferrerasgate es una alusión al presentador de La Sexta, Antonio García Ferreras, con el sufijo anglófono -gate, en referencia al escándalo Watergate, que supuso la dimisión del presidente estadounidense Richard Nixon.

## Historia
El caso fue destapado a partir de la grabación de una conversación entre los comisarios de policía José Luis Olivera y José Manuel Villarejo (autor de la grabación), con el director de La Sexta, Antonio García Ferreras, el directivo de Atresmedia, Mauricio Casals, y el empresario Adrián de la Joya.
La noticia falsa de la supuesta cuenta bancaria de Pablo Iglesias fue publicada el 6 de mayo de 2016 por Okdiario bajo el titular «El Gobierno de Maduro pagó 272.000 dólares a Pablo Iglesias en el paraíso fiscal de Granadinas en 2014», y varios medios de comunicación, entre ellos La Sexta, publicaron a continuación que la policía española estaba investigando la supuesta transferencia bancaria después de haber recibido información de la Drug Enforcement Administration (DEA) estadounidense. Al día siguiente, El Diario reveló que la noticia era falsa y que el presunto documento exclusivo aportado por Okdiario como prueba de los pagos estaba en realidad copiado de YouTube.
Días después de la noticia, el 17 de mayo de 2016, se produjo la conversación entre Villarejo y Ferreras en un restaurante del barrio madrileño de Salamanca. Esta conversación fue publicada el 9 de julio de 2022 por Crónica Libre. A lo largo de la conversación, Ferreras asegura a Villarejo que cuando Eduardo Inda publicó la información le notificó que a él aquello le parecía un documento poco verosímil y que «una cosa es decir que son bolivarianos, que ni los dirigentes de Podemos lo niegan, y otra vez asumir que el gobierno de Maduro le ha transferido fondos a una cuenta en un paraíso fiscal». Pese a las dudas, Ferreras también difundió la noticia falsa siendo él director de la Sexta.
Ferreras afirmaba en las conversaciones que él mismo le contó a Pablo Iglesias que el comisario Villarejo le había hablado de la información de esas cuentas, y que la información «no era buena y estaba contaminada». Según Villarejo, el origen de la información sería el director adjunto operativo de la Policía, Eugenio Pino, que supuestamente lo habría obtenido de la agencia Drug Enforcement Administration.
La grabación de la conversación también desveló que los cinco comensales conspiraron para acabar políticamente con el profesor Juan Carlos Monedero, acusándole de utilizar una estructura empresarial para facturar un informe y trabajos de asesoría sobre la moneda única latinoamericana, que financió al Banco del Alba, y «disciplinar» al entonces candidato a la presidencia de España Pedro Sánchez.